# 白河镇 (礼县)
白河镇，是中华人民共和国甘肃省陇南市礼县下辖的一个乡镇级行政单位。

## 行政区划
白河镇下辖以下地区：
高家湾村、李桃村、后湾村、蒋湾村、古桃村、潘堎村、石冲村、白河村、张坪村、水湾村、庞山村、天水梁村、上文村、上杜村、竹林村、小河村、袁马村、秦山村、铨水村、五星村、曹坡村和陈坪村。